# Mistrzostwa Świata w Pływaniu na krótkim basenie 2016 – 4 × 200 m stylem dowolnym mężczyzn
4 × 200 m stylem dowolnym mężczyzn – jedna z konkurencji, które odbyły się podczas Mistrzostw Świata w Pływaniu na krótkim basenie 2016. Eliminacje i finał miały miejsce 9 grudnia.
Mistrzami świata zostali Rosjanie, którzy w finale uzyskali czas 6:52,10 i o ponad sekundę wyprzedzili reprezentantów Stanów Zjednoczonych (6:53,34). Brązowy medal zdobyli Japończycy (6:53,54).

## Rekordy
Przed zawodami rekordy świata i mistrzostw wyglądały następująco:
| Rekord                   | Reprezentacja | Czas    | Miejsce | Data            |
| ------------------------ | --- | ------- | ------- | --------------- |
| Rekord świata            | Rosja · Nikita Łobincew (1:42,10) · Daniła Izotow (1:42,15) · Jewgienij Łagunow (1:42,32) · Aleksandr Suchorukow (1:42,47) | 6:49,04 | Dubaj   | 16 grudnia 2010 |
| Rekord mistrzostw świata | Rosja · Nikita Łobincew (1:42,10) · Daniła Izotow (1:42,15) · Jewgienij Łagunow (1:42,32) · Aleksandr Suchorukow (1:42,47) | 6:49,04 | Dubaj   | 16 grudnia 2010 |

## Wyniki

### Eliminacje
Eliminacje rozpoczęły się o 11:18 czasu lokalnego.
| Miejsce | Wyścig | Tor | Państwo           | Zawodnik | Czas      | Uwagi |
| ------- | ------ | --- | ----------------- | --- | --------- | ----- |
| 1.      | 1      | 4   | Stany Zjednoczone | Blake Pieroni (1:43,37) Jacob Pebley (1:43,89) Pace Clark (1:44,05) Zane Grothe (1:42,60)                             | 6:53,91   | Q     |
| 2.      | 3      | 8   | Australia         | Clyde Lewis (1:44,07) Alexander Graham (1:43,39) Daniel Smith (1:42,97) Jack Gerrard (1:44,29)                        | 6:54,72   | Q     |
| 3.      | 1      | 5   | Dania             | Sebastian Ovesen (1:43,93) Daniel Skaaning (1:44,01) Anders Lie (1:42,64) Frans Johannessen (1:44,30)                 | 6:54,88   | Q,    |
| 4.      | 3      | 3   | Japonia           | Yuki Kobori (1:44,36) Daiya Seto (1:44,54) Katsuhiro Matsumoto (1:44,01) Tsubasa Amai (1:44,58)                       | 6:57,49   | Q,    |
| 5.      | 2      | 2   | Rosja             | Daniił Pasynkow (1:45,37) Artem Łobuzow (1:44,79) Michaił Dowgaljuk (1:44,19) Michaił Wiekowiszczew (1:43,39)         | 6:57,74   | Q     |
| 6.      | 2      | 1   | Chiny             | Qiu Ziao (1:46,01) Shang Keyuan (1:45,18) Qian Zhiyong (1:43,81) Wang Shun (1:43,03)                                  | 6:58,03   | Q,    |
| 7.      | 1      | 3   | Holandia          | Dion Dreesens (1:44,86) Maarten Brzoskowski (1:44,56) Ben Schwietert (1:45,32) Kyle Stolk (1:43,81)                   | 6:58,55   | Q,    |
| 8.      | 3      | 5   | Wielka Brytania   | Adam Barrett (1:45,98) Mark Szaranek (1:46,01) Max Litchfield (1:44,49) Stephen Milne (1:44,55)                       | 7:01,03   | Q, WD |
| 9.      | 2      | 7   | Belgia            | Louis Croenen (1:45,14) Thomas Thijs (1:47,63) Pieter Timmers (1:42,51) Lorenz Weiremans (1:47,06)                    | 7:02,34   | Q     |
| 10.     | 3      | 6   | Szwecja           | Adam Paulsson (1:45,58) Christoffer Carlssen (1:45,60) Victor Johansson (1:45,62) Mattias Carlsson (1:45,55)          | 7:02,35   | NR    |
| 11.     | 3      | 7   | Węgry             | Péter Bernek (1:45,44) Ádám Telegdy (1:45,80) Richárd Márton (1:45,01) Tamás Kenderesi (1:47,41)                      | 7:03,66   | NR    |
| 12.     | 2      | 8   | Kanada            | Markus Thormeyer (1:45,76) Stefan Milosevic (1:46,25) Javier Acevedo (1:47,67) Jeremy Bagshaw (1:45,10)               | 7:04,78   |       |
| 13.     | 3      | 0   | Portugalia        | Miguel Nascimento (1:46,56) Gabriel Lopes (1:46,99) Diogo Carvalho (1:46,31) Alexis Santos (1:45,07)                  | 7:04,93   | NR    |
| 14.     | 3      | 1   | Norwegia          | Henrik Christiansen (1:45,40) Markus Lie (1:45,09) Truls Wigdel (1:46,86) Erik Arsland (1:47,84)                      | 7:05,19   | NR    |
| 15.     | 3      | 9   | Francja           | Jordan Pothain (1:43,70) Oleg Garasymovytch (1:47,38) Jean Dencausse (1:48,97) Joris Bouchaut (1:46,93)               | 7:06,98   |       |
| 16.     | 2      | 5   | Czechy            | Jan Micka (1:47,09) Tomáš Franta (1:48,50) Jan Šefl (1:48,72) Tomáš Havránek (1:48,30)                                | 7:12,61   |       |
| 17.     | 3      | 2   | Chile             | Matias Pinto (1:51,15) Felipe Quiroz Uteau (1:54,87) Felipe Tapia Salinas (1:52,89) Joaquin Sepulveda Parra (1:57,06) | 7:35,97   |       |
| 18.     | 3      | 4   | Kostaryka         | Antonio Gonzales (1:55,29) Bryan Alvarez (1:55,90) Arnoldo Herrera (1:55,53) Esteban Araya (1:54,38)                  | 7:41,10   | NR    |
| 19.     | 2      | 4   | Makau             | Lin Sizhuang (1:52,78) Ngou Pok Man (1:56,12) Yum Cheng Man (2:00,32) Chao Man Hou (1:56,83)                          | 7:46,05   | NR    |
| 20.     | 2      | 6   | Gibraltar         | David Hitchcock (1:58,84) Colin Bensadon (1:55,61) Jim Sanderson (1:57,01) Matt Savitz (1:57,60)                      | 7:49,06   | NR    |
| 21. !   | 2      | 0   | Południowa Afryka | | 9:99,99 ! | DNS   |
| 21. !   | 2      | 3   | Wenezuela         | | 9:99,99 ! | DNS   |

### Finał
Finał odbył się o 20:19 czasu lokalnego.
| Miejsce | Tor | Państwo           | Zawodnik | Czas    | Uwagi |
| ------- | --- | ----------------- | --- | ------- | ----- |
| 1. !    | 2   | Rosja             | Michaił Dowgaljuk (1:44,27) Michaił Wiekowiszczew (1:42,86) Artem Łobuzow (1:44,04) Aleksandr Krasnych (1:40,93) | 6:52,10 |       |
| 2. !    | 4   | Stany Zjednoczone | Blake Pieroni (1:43,14) Jacob Pebley (1:43,38) Pace Clark (1:44,16) Zane Grothe (1:42,66)                        | 6:53,34 |       |
| 3. !    | 6   | Japonia           | Yuki Kobori (1:43,97) Daiya Seto (1:42,54) Tsubasa Amai (1:44,11) Katsuhiro Matsumoto (1:42,92)                  | 6:53,54 | AS    |
| 4.      | 5   | Australia         | Clyde Lewis (1:43,64) Mitch Larkin (1:45,20) Daniel Smith (1:41,58) Alexander Graham (1:43,30)                   | 6:53,72 |       |
| 5.      | 3   | Dania             | Sebastian Ovesen (1:44,75) Daniel Skaaning (1:44,15) Frans Johannessen (1:43,70) Anders Lie (1:41,89)            | 6:54,49 | NR    |
| 6.      | 1   | Holandia          | Kyle Stolk (1:45,58) Maarten Brzoskowski (1:43,90) Ben Schwietert (1:46,27) Dion Dreesens (1:43,35)              | 6:59,10 |       |
| 7.      | 7   | Chiny             | Qiu Ziao (1:45,37) Shang Keyuan (1:45,78) Qian Zhiyong (1:45,67) Wang Shun (1:44,75)                             | 7:01,57 |       |
| 8.      | 8   | Belgia            | Louis Croenen (1:45,32) Thomas Thijs (1:46,66) Pieter Timmers (1:44,01) Lorenz Weiremans (1:46,37)               | 7:02,36 |       |